# متنزه ستورم كينغ الحكومي
متنزه ستورم كينغ، تبلغ مساحته 1,972 فدانًا (7.98كم مربعة) متنزه حكومي في مقاطعة أورانج، نيويورك. المتنزه يقع في الجزء الجنوبي الشرقي من بلدة كورنوال، بجانب نهر هودسون. الميزة الأساسية للمتنزه هي جبل ستورم كينغ.

## التاريخ
طبيب نيويورك إرنيست ستيلمان تبرع  بأول 800 فدان (3.2كم مربعة) إلى لجنة اقامة حواجز المتنزهات بين الولايات في 1922, على أمل حماية الأرض المحيطة بطريق ستورم كينغ السريع. منذ ذلك الحين نمى المتنزه ليصل إلى حجمه حاليا  1,972 فدانًا (7.98كم مربعة) من خلال التبرعات الإضافية للأرض وشراء الأراضي.
كان التركيز ممحور حول الحفاظ على المتنزه في أوائل الستينيات 1960s بعد اقتراح قدمته شركة اديسون الموحدة لبناء محطة لتوليد الطاقة الكهرومائية في المنشأة. تم تشكيل مؤتمر الحفاظ على المناظر الطبيعية الخلابة في هدسون من قبل المواطنين المعارضين للمشروع، وفي النهاية تم إسقاط الإقتراح بعد معركة استمرت 17 عامًا للحفاظ على الحالة الطبيعية للمتنزه.
تسبب حريق غابة عام 1999 في المتنزه في انفجار ذخائر غير متفجرة والتي تم إطلاقها قبل أكثر من 100 عام من قبل صاحب مصنع المدافع عبر النهر. كما تم اكتشاف قذائف غير متفجرة إضافية والتي من المحتمل أن تكون نشأت من قرب نطاق مدافع النقطة الغربية. بعد إخماد الحريق، ظل المتنزه مغلق على المتنزهين لمدة ثلاث سنوات حيث يتم تحديد مكان المتفجرات المتبقية وإزالتها. 

## وصف المتنزه
متنزه ستورم كينغ الحكومي غير مطور باستثناء مواقف السيارات المحدودة والممرات التي في المتنزه. يوفر المتنزه رياضة المشي لمسافات طويلة وصيد الغزلان الموسمي. المتنزه يتضمن العديد من المسارات المسماة ايضًا، ويقدم جبل ستورم كينغ كميزته المركزية.
غابات المتنزه تنتمي إلى غابات المنطقة البيئية الساحلية الشمالية الشرقية.

## روابط خارجية
- متنزهات ولاية نيويورك: Storm King State Park
- مؤتمر نيويورك ونيوجيرسي تريل: Storm King State Park